# Radvanec
Radvanec település Csehországban, Česká Lípa-i járásban. Radvanec Sloup v Čechách, Svor, Nový Bor és Cvikov településekkel határos. Lakosainak száma 268 fő (2024. január 1.).

## Népesség
A település lakosságának változását az alábbi diagram mutatja:
| Lakosok száma | 803  | 740  | 638  | 275  | 136  | 154  | 192  | 228  | 257  | 268  |
|               | 1869 | 1900 | 1921 | 1961 | 1980 | 2011 | 2016 | 2019 | 2021 | 2024 |